# Városmajori Szív- és Érgyógyászati Klinika
A Városmajori Szív- és Érgyógyászati Klinika Budapest Hegyvidék országos hatáskörű kórháza, a magyarországi szívátültetés centruma. A Semmelweis Egyetem oktatóklinikája.

## Története
Épületét 1912-ben építették Száray István tervei szerint. Ezt követően János Szanatórium néven dr. Simaházi Totth Gedeon orvos-igazgató vezetésével 40 ágyon kezdődött meg itt a gyógyítás.
A sebészet három méretes műtővel, műtőelőkészítő, aneszteziológiai és sterilizáló helyiségekkel volt ellátva a hasi-mellkasi sebészet, a nőgyógyászat és az műtéti mellékszakok: fül-, orr-, gége-, szem-, száj-, urológiai-, ortopéd-sebészeti, a plasztikai és korrekciós operációk minden ágára a technika legkorszerűbb eszközeivel volt felszerelve. A szülészet országos hírnévre tett szert rigorózus higiéniájával. A belgyógyászaton monitorozásra, diagnosztizálásra, terápiára özönlöttek a betegek. Elsőként alkalmazták a szívvizsgálat kitűnő noninvazív eljárása, az EKG Boulitte-rendszerű, húros, galvanométeres verzióját.
Babits Mihály, Ady Endre, Jászai Mari, Jávor Pál, Uray Tivadar is gyógyíttatta magát itt. A második világháború alatt Budapest ostroma kegyetlenül átgázolt e gyógyászati intézményen is. Az államosítás után a János Kórházhoz csatolva a Fővárosi Tanács Budai Közkórháza került ide, 160 ággyal. 1951-ben a Budapesti Orvostudományi Egyetem Sebésztovábbképző Klinikája lett, 140 ággyal, a hidegháborús hisztéria égisze alatt a sebészképzés extra méreteket öltött itt.
Hazánkban 1953 óta úttörő a modern érsebészeti műtétek szinte valamennyi ágában. Szívsebészeti műtétek 1952 óta folynak, kísérleti szívbillentyű-beültetésekkel és műanyag érbeültetésekkel. 1957. március 15-től IV. sz. Sebészeti Klinika néven megkezdődött a ma is folyó egyetemi oktatás.
1956 előtt az első magyar szív-tüdő gép használata is a klinikához kötődik. A kísérleti beavatkozások elvégzése lehetővé tette az orvosok számára tudományos fokozat megszerzését is.
1957 óta a veleszületett és szerzett szívbetegségek operatív kezelése máig rutinszerűen történik, 1963-tól már szívritmus-szabályozó beültetésével is. A kísérleti laboratóriumban és műtőjében hazánkban elsőként itt fejlesztették ki a szívkatéterezést.
1981 után Ér- és Szívsebészeti Klinika néven, 120 ággyal működött.
1992. január 3-án a hazai szívátültetés helyszíne. Mára átlagosan heti egy rutinműtéttel Magyarországon kizárólag itt végeznek szívtranszplantációt.
A klinika 2003-ban épült szárnyában alakult meg a kardiológiai osztály, a Cardiovascularis Centrum.
A Semmelweis Egyetem rekonstrukciója során az érsebészeti, a szívsebészeti és a kardiológiai profil külön-külön helyszíneken működött, de 2012. június 1-jétől újra közös szervezésben, Városmajori Szív- és Érgyógyászati Klinika néven végzi a gyógyítást.

## Elismerései
- 2018 – Szent István-díj Szívtranszplantációs Munkacsoportnak,[3] emlékérmes lett: Dolgos László a Szív a Szívért Alapítvány alapítója